# Panchakanya (Sunsari)
Pour les articles homonymes, voir Panchakanya.
Panchakanya (en népalais : पाँचकन्या) est un comité de développement villageois du Népal situé dans le district de Sunsari. Au recensement de 2011, il comptait 16 901 habitants.